# 빨간망토 차차의 등장인물 목록
빨간망토 차차의 등장인물은 아야하나 민의 만화 작품 및 그것을 원작으로 하는 애니메이션 「빨간망토 차차」에 등장하는 가공의 인물의 일람이다. 원작·애니메이션에 공통되어 등장하는 인물, 원작만 등장하는 인물, 애니메이션만 등장하는 인물의 3개로 나누어서 기재되어 있다. 인물 이름의 괄호는 한국 내 방영 당시의 이름이며(대부분은 공통), 성우는 일본어/한국어(MBC)/한국어(SBS, 경인방송)순이다. 다만 한국어 더빙판 성우가 한 명만 있는 경우는 공통이다.

## 원작/애니메이션 공통
차차
성우:스즈키 마사미/기경옥/김수경
주인공. 비행·소환 마법을 주로 사용하지만 자주 실패한다. 공격 마법은 배우지 않았다. 비행 마법이 너무 서투르고 자주 떨어지고 있었으므로, 세라비에 방호용의 빨간망토를 만들어 주어, 그 이후로 빠뜨리지 않고 걸치고 있다. 지금도 빗자루에 두 명 타기는 할 수 없다. 쥐가 대단한 골칫거리. 리이야, 시이네라는 두 명의 남자친구가 있지만 연애 감정이라고 부를 수 있을 정도의 모습은 아니다. 그렇다고는 해도, 리이야가 위기 때나, 다른 누군가에게 관심을 보이면 폭발적으로 분노를 낸다. 세라비의 제자. 동물로 변신 당했을 때는 코알라가 되었다. 서서히 음험한 일면도 보이게 되었다. 또, 여동생 추추가 있다(애니메이션판에서는 미등장). 요리는 꽤 서투르다. 후에 리이야와 결혼한다. 사자자리, O형.
리이야(뚜뚜)
성우:카토리 싱고(TV),가와토 요시노부(PC-FX)/이선주/손정아
늑대인간 가족의 막내. 자유롭게 늑대로 변신할 수 있지만, 그 모습은 어떻게 봐도 강아지(「바보개」라고도 불리고 있다). 머리는 3세아 같은 수준이지만 힘은 강해서 집만한 암석도 가볍게 휘둘러 버린다. 견용의 목걸이도 벗을 수 없을 정도 서투름. 굉장하고 많이 먹지만, 늑대인간으로서는 지극히 소식. 부모님은 갓난아기의 무렵에 죽었다고 생각되고 있었지만, 실은 살아있었다. 차차를 둘러싸고 오랫동안 시이네와 연적의 관계였다. 또, 끈질기게 뒤쫓아 돌리는 마린을 무서워하고 있어 그녀가 등장하면 순간에 늑대로 변신한다(마린은 리이야가 늑대인간인 것을 모르기 때문에 언제나 그녀에게 발로 차이기도 한다. 한시기는 세라비가 만든 마법의 구두로 하늘을 날고 있었다. 드르핀가에 위기를 구해진 이래 히어로 매니아화한다. 4월 1일 태생의 양자리의 O형.
시이네(빙빙)
성우:히다카 노리코/이선호
남자이지만 자기 소개도 포함해 항상 중성적, 연약, 일견 우등생풍인 사람이다. 도로시의 제자로, 도로시의 명에 따라 각종 집안일을 비롯한 잡무를 처리하고 있다. 마법사의 제자로서는 우수하고, 비행·변신 마법을 주로 사용해 소환이나 마법 공격(마법탄)도 해낸다. 차차를 둘러싼 싸움에서는 리이야보다 유리하게 진행하지만, 탈모되는 것을 무서워하고 있어 은밀하게 발모제를 살 돈을 모으고 있다. 중증의 몽유병으로, 잠에 취하면 누구에게나 키스를 한다. 애니메이션판에서는 자주 망상을 한다. 집청소나 가사를 너무 좋아한다. 귀청소도 정말 좋아하고, 자주 귀이개와 회중 전등을 가지고 다니며 누구든 상관하지 않고 귀청소를 하려고 한다. 유아기의 무렵은 몸이 약했다. 마법사가 된 것은 「첫사랑의 사람이 마법사였다」라는 모친의 의향. 가끔 차차와 뚜뚜보다는 약간 성숙한 면을 보이기도 하지만, 결국은 어린 아이다운 엉성한 맛이 살아 있어 웃음을 주는 캐릭터이다. 최종이야기에서는 세계 제일의 마법사가 되어(경위는 불명) 발모제의 개발에 집념을 태운다. 처녀자리의 AB형.
세라비
성우:센루이 도오루/권혁수/유동현
세계 제일의 마법사로 인정받고 있다. 마법으로 한정하지 않고 피아노, 가라데, 요리와 무엇을 시켜도 사람에게 진 적이 없는 남자. 극도로 쓸쓸한 사람이기도 해, 아이들이나 도로시가 도망치지 않게 세계 파괴를 하려고 한 일도 있다. 도로시에게 사랑받고 싶은 일심으로 뭐든지 완벽하게 해낼 수 있는 인간을 목표로 해 왔지만, 그것이 오히려 도로시의 프라이드를 손상시켜 미움받는 원인으로도 되어 있었다. 차차의 어머니가 스승이지만, 원래는 마법사가 될 생각조차 없었다. 2대전의 세계 제일의 마법사의 마법을 눈동냥으로 월등한 마법을 돌려주거나 스승인 차차의 어머니가 연구한 마법을 스승보다 터무니없고 빨리 해내 「스승에게의 마지막 보은」을 꽤 빠른 시기에 달성하거나 하는 등 잠재 마력이 꽤 높았다고 생각된다. 언제나 애용하는 인형 엘리자베스와 복화술로 회화하고 있다. 그것으로 주위로부터 변태 취급받고 있다. 엘리자베스는 금발이었던 무렵의 도로시를 흉내낸 것(그 설정으로 애니메이션에서는 도로시역의 오오쓰보와 도미나가가 엘리자베스의 소리도 내고 있다). 이야기 후반에서는 대마왕의 아들인 사실이 판명, 승부에 져 뒤를 잇는 처지가 된다. 최종적으로 도로시와 결혼, 남녀의 쌍둥이의 아버지가 된다. A형.
도로시
성우:오오쓰보 준코(초기), 도미나가 미이나(후기)/우정신(초기), 김수희(후기)/문일옥
빙빙의 스승인 마법사. 세라비의 소꿉친구. 마법사로서의 프라이드가 높고, 세라비에 강한 대항 의식을 가지고 있지만, 도로시는 그에게 철저히 사랑받고 있던 후, 마법의 솜씨에서는 라이벌 취급받지 않고, 그것이 싫고 세라비가 좋아하는 머리카락의 금발을 스트레이트의 흑발로(애니메이션판에서는 분홍으로) 바꾸었다고 하는 과거를 가진다. 신경질적이다. 한 번은 세계 제일의 마법사가 되었지만, 마법을 제어할 수 없었던 세라비가 낸 축복의 꽃다발에 잡아져 그것을 승부라고 인정되어 버렸다. 친가는 부자. 타도 세라비를 목표로 몸을 단련하고 있기 때문에인지 몸이 튼튼하고, 마법의 나라에 견족감기가 유행했을 때도 거기에 걸리지 않았으면 걸리기 쉽다고 한 상족감기에도 걸리지 않았다. 세라비와 관련된 것 이외에서는 상식인이며, 특히 자신의 제자인 시이네는 귀여워하는 것 같고 그를 누구보다 소중히 하고 있는 장면도 많다. 교육에는 시끄러운 일면도 있어, 예의범절이 나쁜 차차나 리이야에게 주의를 주기도 했다. 평상시는 세라비를 철저하게 싫어하는 표정을 보이면서도, 세라비가 소인화하는 마법약을 받아 목욕탕에서 익사하게 되어 있었을 때는 울면서 도왔다. 애니메이션판 TV시리즈 최종회에서 결혼식을 올렸지만, 금발에 되돌린다고 하는 세라비의 음모가 비밀이나 나쁜일이 드러나 파탄. 원작에서는 최종적으로는 세라비와 결혼, 2명의 아이를 낳는다. B형.
엘리자베스
성우:오오쓰보 준코(초기), 도미나가 미이나(후기)/정소영/임유진
세라비가 애용하는, 도로시의 어릴적 모습을 흉내내 만든 인형으로, 세라비의 복화술인지 마법인지는 몰라도 어쨌든 말을 하고는 한다. 세라비 스스로 말하기 어려운 도로시의 욕이나, 자기 자신과 회화할 경우에 사용된다. 한번은 차차, 리이야, 시이네가 잘못해 부수어 버려, 인형사의 집에서 자신의 의지로 움직인 일도 있지만, 차차, 리이야, 시이네를 감싸는 등 매우 상냥한 성격이었다.
무지막지
성우:미즈타니 세이지/박지훈(MBC판)
리이야의 보호자. 매우 거대한 몸의 소유자이다. 늑대가 된 모습은 애니메이션판에서는 2번만 등장했다. 애니메이션판에서는 나뭇꾼이라는 설정으로, 원작에서도 후에 같은 설정이 된다. 또 왠지 초밥을 잡는 것이 특기. 리이야는 이 할아버지 외에 45명의 형제(원작에서는 20명 이상 있다)와 살고 있어 식사 때에는 격렬한 반찬의 쟁탈을 전개하고 있다.
마린
성우:사쿠라이 토모/우정신(초기), 김수희(후기)/박영희
마법학원에 다니는 인어. 꼬리지느러미를 말리면 다리로 바뀌고, 다리에 물을 묻히면 지느러미로 돌아온다. 차차를 마음대로 연적으로 하고 있다. 성격은 나쁘고 상당히 교활한 면을 가진다. 리이야가 늑대인간인 것에는 끝까지 깨닫지 않고, 리이야에게는 때리고 차는 것 등의 난폭한 태도를 취한다. 당연히 리이야는 두려워 하고 있다. 바다의 산물을 어디에서라도 소환할 수 있는 특기를 가진다. 애니메이션에서는 해산물형의 전용 스틱을 가지고 있다(상품화되었다). 동물로 변신 당했을 때는 악어가 되었다(애니메이션판에서는 집오리). 여동생이 있다. A형.
야코(칭칭)
성우:나미키 노리코/정소영/임유진
마법약·마법 아이템의 제조를 자랑으로 여기는 마법학원의 동급생. 세라비에게 반하고 있고, 마린과 같이 차차를 연적으로 하고 있다. 아가씨다움과 유들유들함이 공존. 자신의 머리카락과 같은 색인 보라색에 독특한 애착을 가지고 있다. 애니메이션에서는 어렸을 적, 데굴데굴 산을 목표로 하는 도중에 세라비에게 도움을 받은 것으로부터 그에게 연정을 안게 된 경위가 그려져 있다. 이 이야기는 후에 원작에도 그려졌다. 동물로 변신 당했을 때는 멧돼지가 되었다. 일본어로 "칭칭"(チンチン)은 음경(남근)이라고 하는 의미가 되어버린다. AB형.
오린(요요)
성우:나미키 노리코/박영희(SBS판)
마법학원의 동급생으로 하급 닌자. 이 만화의 양심이라고도 말할 수 있을 만큼 정숙한 성격. 그 때문인지, 시이네를 짝사랑 하는 것도 전혀 공격할 수 없었다. 낫토를 싸는 짚과 같은 머리 모양이지만, 한 때는 세라비가 만든 두건을 쓰고 있었다. 요리 실력은 괜찮지만 닌자류로 만들기 위해 너무 민첩해서 보이지 않고, 보통으로는 만들 수 없다. 시이네에게 팥소 넣은 초콜렛을 보내 실망 시킨 적도 있다. 동물로 변신 당했을 때는 하늘다람쥐가 되었다. 종반은 등장이 극단적으로 줄어들어, 「여자 아이」라고 밖에 불리지 않는 단역이 되었다.
울랄라
성우:시마모토 스미/윤성혜/임유진
세라비와 도로시의 모교, 마법학원의 원장. 크고 늘 반짝이는 듯한 눈동자가 특징인 몸집이 작은 여성. 포피의 마음을 읽는 능력을 막는 등, 그 능력은 미지수. 「대강 그저」가 말버릇. 자택은 「눈저택」이라고 불려 일곱명 자매에게 일곱명 형제의 남편과 7마리의 개가 있지만, 모두 울랄라와 같은 큰 눈동자의 소유자(덧붙여 남편은 옛날은 보통 눈이었다). 애니메이션판에서는 이름은 히라가나 표기(「うらら園長」). 동물로 변신 당했을 때는 나무늘보가 되었다.
라스칼(카스칼)
성우:마쓰노 다이키/최원형/강구한
마법학원 바나나반의 교사. 열혈로 흉포스러울 때가 있지만 한편으로는 학생을 생각하는 마음씨 좋은 선생님이다. 양손에 항상 가지고 있는 채찍은 체벌용이 아니고, 학생을 지키기 위해서 사용한다. 기분이 좋거나 하면 불타는 채찍을 휘두르기도 한다. 귀여운 것과 깨끗한 것이 좋아 등의 일면도 있다. 전학생이 있으면 다른 반의 담임과 장렬한 쟁탈전을 전개한다. 평상시부터 리더쉽을 발휘해 모두의 형적 존재. 어릴 적은 골목 대장이었다. 학원까지는 자전거 통근. 긴 머리카락은 귀여운 신부를 받기 위한 것이지만, 직원실에서는 원장의 장난감이다.
바라바라맨(방방장미)
성우:가시와쿠라 쓰토무/김일(SBS판)
마법학원 사과반의 교사. 플라워 고원의 한가운데에 장미의 관을 짓고 있는 귀족(본인담). 언행이 유연하고, 흥분하면 신체로부터 장미가 핀다. 게다가 가시피부의 소유자로, 손대어지거나 달라붙어지거나 하면 가시가 박히기 때문에 학생들에게서는 두려워 하고 있는 면도 있다. 그 가시의 위력은 종유석에도 피해가 가는 만큼. 그 때문에 가시피부를 고치려고 세라비와 상담한 적도 있다. 또, 시이네가 그의 귀청소를 했을 때 그의 귀에서는 가시가 나왔다. 슬플 때는 머리의 장미가 시들고,화내면 다리로부터 뿌리가 나온다. 라스칼과는 소꿉 친구.
오유키(눈송이) 선생님
성우:도미나가 미이나/우정신/박영희
마법학원의 교사로, 눈의 귀신을 연상시킨다. 꽤 심약하고, 조금 동요하는 것만으로도 주위에 눈보라를 일으켜 동결시켜 버린다. 라스칼이 교통사고로 학원을 쉬었을 때에 바나나반을 맡았지만, 여러 가지 문제가 겹치고 패닉을 일으켜 바나나반에 있던 학생을 자신의 정신 세계에 말려 들게 한다. 하지만 차차의 마법에 따르고 자신을 되찾아, 현재는 동물원의 펭귄 쇼를 맡고 있다.
마야쫑(마야) 선생님
성우:혼다 지에코
마법학원 오렌지반의 교사. 난폭한 어조, 무투파, 스트레이트, 공격적인 성격. 라스칼과는 소꿉 친구. 라스칼을 좋아하지만, 그의 둔감의 탓으로 자신의 호의를 전하는데 고생하고 있어 싸움하는 경우가 많다. 실은 갑부의 아가씨. 애니메이션에서는 등장이 적고, 대사가 있던 것은 첫 등장만. 도로시의 남동생인 도리스와 맞선을 보기도 했다. 평상시는 트윈 테일의 머리에 중국식 무술복과 같은 복장이지만, 머리카락을 푼 머리에 원피스를 입은 사랑스러운 모습도 한다. 동물로 변신 당했을 때는 살쾡이가 되었다.
포피
성우:마츠모토 리카
초능력자 소년. 항상 무뚝뚝한 얼굴. 울랄라 마법학원의 숙적 모미지 학원으로부터 스파이로서 오지만 결국 울랄라 학원에 눌러 앉아 모미지 학원의 배반자가 된다. 초능력자로서 지탄으로 되어 왔기 때문에 당초는 마음을 닫고 있었지만, 울랄라 학원에 오고 나서는 조금씩 마음을 열게 된다. 잠시 텐트에서 생활하고 있어 노숙자 취급을 받고 있었지만, 후에 차차, 리이야, 시이네와 함께 「냥고하우스」에 살게 된다. 어떤 사건 때에 자객으로부터 구출해 간병해 준 도로시에게 희미한 마음을 안고 있다(연상 기호와도 그려져 있지만). 좋아하는 것은 계란부침. 마법의 국정보부에 근무해 국왕이 된 히라하치가 일을 게으름 피우는 것이 없게 지키고 있다. 애니메이션은 OVA판만 등장이라고 생각되기 십상이지만, 텔레비전판 ED 제 3탄 「어서오세오 매지컬 스쿨에」에서 등장했다.
국왕
성우:나카타 가즈히로
대마왕에 의해서 석상으로 되어 있었지만, 차차가 대마왕을 넘어뜨린 것으로 원래대로 돌아간다. 차차의 아버지로서, 원작은 애니메이션과는 반대로 실을 당긴 것 같은 눈으로, 자신의 템포를 가진 온화한 인간이 되어 있다. OVA의 최종이야기에는 원작판 국왕도(애니메이션판과는 따로) 그려져 있다.
왕비
성우:사토 아이
대마왕의 손에 의해서 남편과 함께 석상이 되어 있었다. 등장 횟수는 적었다. 차차에게 마법의 통신 컴팩트를 건네주어 빈번히 연락을 하고 있다. 차차의 어머니로서, 애니메이션에서는 점잖고 상냥한 어머니. 세라비의 스승이다. OVA의 최종이야기에는 원작판 왕비도 그려져 있다.
도리스
성우:고미야 가즈에
도로시의 남동생. 어릴 적부터 여장하고 있다. 용모 자체는 금발 스트레이트의 도로시. 상당한 부자로, 어조는 아가씨답다. 또, 남성이라는 비밀이나 나쁜일이 드러났을 때만 부자연스럽게 남자 같아진다. 도로시에게 세라비를 빼앗겼다고 믿고 오랜 세월 원망하고 있다. 세라비에 가까워지기 위해서 도로시를 가두어 변장해서 바뀌려고 하는 것도 리이야의 후각으로 곧바로 비밀이나 나쁜일이 드러남. 차차, 리이야, 시이네 세 명을 돈에 맡겨 회유 하려고 하지만 모두 실패. 최종적으로는 세라비에 달라붙어 때려 쓰러진다. 그 후도 차차, 리이야, 시이네에게 세라비를 싫어하게 되는 약을 혼합한 케이크를 먹여 세라비에게 강요하지만, 외로운 나머지에 폭주한 세라비에 다시 때려 날아갔다. 마야춍과의 맞선 시에 부모의 의향으로 신사복을 입고 있었지만 상당히 괴로운 것 같았다.
신(진진)
성우:고무라 데쓰오/한규희(MBC판)
마법사 세계 제일 결정전이든 뭐든 여하튼 달려 드는 심판. 차차,리이야,시이네가 태어나기 이전으로부터 심판을 하고 있어 그 당시는 머리카락은 검었지만 현재는 백발. 말하는 어조는 의외로 가볍다. 정의의 대원 채용시험의 체력 테스트, 스모 시합의 심판도 맡았다.
미케네코(MBC：고랑스키, 고랑괭이/SBS：냐옹쉬탈린)박사
성우:다카하시 히로시/한규희(MBC판)
고양이 인간 같은 과학자로, 냥고하우스를 만든 주요 인물이기도 하다. 거대 로봇 냥다바 Z(MBC : 야옹야옹 Z)를 제작해 차차,리이야,시이네에게 싸움을 걸었다. 소녀 개그 만화에서 거대 로봇이 등장하는 것 자체가 드문 일이었지만, 애니메이션판에서는 이 설정이 한층 더 발전해 차차 일행에게 복수하기 위해 후계기를 계속 제작했다. 실은 차차 일행의 클래스 메이트 미야모토군의 부친. 울랄라 학원의 진급시험의 기술 시험관으로서 재등장했다. 애니메이션판에서는 4명의 남매(얼룩괭이, 호랑괭이, 검둥괭이, 흰괭이)가 있는 설정이 되어 있다.
랑랑, 캉캉
성우:마쓰노 다이키(랑랑), 시마모토 스미(캉캉)
쌍둥이 마법사 남매. 세계 제일의 마법사의 자리를 노리고 회춘의 약을 사용해 세라비를 유아화시켜 마법을 봉하고 나서 넘어뜨리려고 했다. 그러나 캉캉의 특제 늙어지는 약으로 인해 실패. 아지트에 노처녀나 해의 약을 준비하고 있었지만 원래대로 돌아간 차차가 몹시 취해 폭주해, 그녀가 소환한 「토끼씨」(토끼 괴수. 이동은 토끼 뛰기)에 쓰러져 버렸다. 애니메이션에서는 대마왕의 부하이며, 인간을 동물화 시키는 사건도 일으켰다. 그 후, 울랄라 학원의 진급시험의 음악 담당 시험관으로서 재등장.
큐피드
성우:소가베 가즈유키
악마의 큐피드. 울랄라 학원의 도서관의 책으로부터 출현해 숨바꼭질을 하고 있었고 시이네에 갈아타 차차와의 사랑을 성취 시키려고 한다. 가지고 있는 화살에 쏠 수 있으면 좀비가 되어, 좀비는 의뢰자의 하라는 대로 되는 효과가 있다. 그러나 전혀 화살이 맞지 않고 리이야, 바라바라맨, 라스칼과 몸을 바꾸어 무차별 공격을 시작했지만, 울랄라 원장에게 갈아타고 있던 아내에게 혼나면서 돌아갔다. 애니메이션에서는 대마왕의 손끝에서 숨바꼭질로 결연의 신사에 숨었고 시이네에 갈아탔다(이후 리이야→라스칼과 갈아탄다). 또, 울랄라 원장에게 아내가 갈아탄다고 하는 설정은 없고, 원장 본인에게 격심하게 다루어지고 있다. 몸이 너무 커서 스스로는 활과 화살을 쏠 수 없지만, 파워업 하면 몸이 활과 화살의 크기에 맞는다(=줄어든다).
액세스(악세스)
성우:다카하시 히로시/김관철(MBC판)
시이네의 부친. 등장은 애니메이션판이 앞으로, 처음은 대마왕의 생명을 받아 차차를 넘어뜨리는 사명을 띤 기사였다. 그러나, 그것은 부득이 마계에 들어가지 않을 수 없었기 때문에로 판명되어, 시이네와의 대결을 거치고 마계를 빠지게 된다. 원작 만화에는 애니메이션판으로부터 역등장되는 형태로 등장했지만, 애니메이션판과는 정반대의 아들을 몹시 사랑하는 인물로서 그려져 도로시가 「애니메이션에서는 차분한데」라고 기가 막힐 수 있었다. 터무니없는 괴력의 소유자로, 시이네를 꼭 껴안으면 전신을 골절시켜 버린다. 시이네가 도로시에게 맡겨진 원인인 사람.
우미보즈(해왕)
성우:마쓰모토 다이
작품 중반부부터 등장하는 캐릭터로 거대한 녹색 몸의 소유자다. 외형 그대로의 매우 남성다운 성격으로 한결같은 성격. 마린을 짝사랑 하고 있어, 몇 번이나 사랑의 고백을 하지만 정작 마린은 리이야에게만 관심을 보이고 있다.
피카폰(피칸퐁)
성우:후루가와 도시오
한 때의 「세계 제일의 마법사」. 젊은 무렵의 세라비에게 머리카락을 베어진 이래 「전」이라고 불리게 된다. 자신있는 마법은 육모·양모에 관한 마법. 야호호산에 살아, 방문하는 사람을 모두 마법의 실험대로 하고 있던 근성악. 그를 세계 제일로부터 떨어뜨린 것은 도로시이지만, 거기에 깨달은 모습은 없다. 다시 세계 제일의 자리에 도착하기 위해서 세라비의 마법을 봉하려고 했지만 실패해, 반대로 차차 일행에게 쓰러진다.
모미지 학원 원장
성우:이노에 요
초엘리트 학교 모미지 학원 원장. 땋아 올릴 수 있었던 머리카락의 끝에 단풍형의 장식을 붙이고 있다. 울랄라 학원의 졸업생이 유명하게 되어 가는 것을 시기해, 울랄라 학원의 비밀을 찾기 위해서 스파이로서 포피를 보낸다. 하지만 포피가 울랄라 학원의 분위기에 묶이고 스파이를 그만두어 버렸기 때문에, 목적을 그의 말살로 변환 자객을 계속 추방해 자신형의 앤드로이드도 투입하지만 모두 실패. 마지막에는 스스로를 본뜬 거대 로봇으로 출격 하지만, 로봇이 파괴되었을 때에 교사도 망가져 버린다. 어쩔 수 없이 거대 로봇을 교사로서 개방하는 것도 악평으로, 학생은 모두 전학가 버렸다. 애니메이션은 OVA판만의 등장. 스토리의 대략은 원작과 같지만, 최후는 울랄라 학원과 운동회에서 학생의 쟁탈을 실시해 모미지 학원이 승리하지만 울랄라 학원 전원이 모미지 학원에 이사와 버렸다.

## 원작만 등장
리자드
세라비의 양부. 세라비와 동거하기 위해서 왔다. 세라비가 갓난아기의 무렵에 산에서 방치되어 있는 것을 발견해 그대로 기른다. 외관은 차차 여성 캐릭터 중에서도 제일의 누구나가 정신없이 보는 미소녀이며, 트로린으로 한 귀여운 사람이지만, 실제는 251세의 노인이고, 정체는 도마뱀남. 식사와 동면 때만 도마뱀의 모습으로 돌아온다. 외형에 반해 몸은 꽤 반동이 오고 있어 총의치를 상용해, 시력 저하나 신경통을 호소하고 있다. 사람과 도마뱀 이외의 동물을 먹어 버리는 나쁜 버릇이 있어, 세라비가 어릴 적에 기르고 있던 모든 애완동물을 먹어 버렸다. 그가 보면 늑대 리이야도 진수성찬이다. 차분한 성격이지만 근성은 있다. 한번 자포자기해 폭보족 샤이닝시르바의 멤버가 된 적도 있다. 도마뱀의 습성이기 때문에 겨울철은 동면에 들어간다. 만화를 좋아하는 사람. 세라비의 나쁜 버릇의 근원을 낳아 버린 곤란한 사람.
나루토
포피의 남동생으로, 그와 같은 능력을 가진다. 그것이 원인으로 포피에게 맡겨졌다. 초능력이 있는 것의 내용은 아기이므로 무엇을 저지르는지 모른다. 형처럼 무뚝뚝한 얼굴. 말은 이야기할 수 없지만, 포피와는 텔레파시로 회화할 수 있다. 원작의 최종권으로 그려진 미래의 세계에서는 포피군과 같은 정도의 년경으로 성장해 라스칼의 아들 아메데오와 친구.
아메데오
라스칼의 아들. 머리 모양은 부친을, 얼굴은 모친을 닮아 있다. 게임을 좋아하는 사람.
유린과 리란
원작의 예외편에 등장. 세라비와 도로시의 아이. 도로시를 닮은 사내 아이가 유린, 세라비를 닮은 여자 아이가 리란. 세라비로부터 마법을 배우고 있는 것 같고, 어릴 때로부터 추로 휙휙 날아 소환 마법을 마스터 하고 있다.
헤이하치
대마왕의 8남으로 세라비의 친아우. 마법의 나라 담당의 마왕이지만 마을의 인간에게는 「아르바이트와 놀이에 힘쓰는 마왕의 것에-」으로서 친숙해 지고 있다. 마왕의 일을 하고 있을 때의 코스튬은 애니메이션판의 대마왕의 인형. 그 용모는 성우 코야스 타케히토를 닮아 있어 고야스 본인도 「나다!」라고 놀라고 있었다고 하지만, 작자가 의도한 것은 아니다. 노는 것을 좋아하고 차등 자리수 성격이지만 실력은 높다. 포피가 에가 온의 정체라고 알고 있어, 자신의 땡땡이가 발각되지 않게 협력을 요청. 그 후도 「00하지 않으면 분해한다」라고 포피를 위협해, 희롱하고 즐기고 있다. 게임 매니아이며, 거성에 많은 게임기나 소프트를 보관하고 있다. 리스트밴드, 초커, 검은 옷을 기꺼이 착용하고 있다. 변장해 정의의 대원 채용시험을 치러 합격, 이치마쓰에게는 동일 인물과 깨달아져서 하지 않고서 활동도 하고 있었다. 왠지 부친의 얼굴은 기억하고 있었는데, 모친의 얼굴은 잊고 있어 형들도 가짜가 섞여 오고 있어도 어떤 것이 가짜인가 몰랐다(단 여러명은 기억하고 있었다). 최종적으로 마법의 나라의 선거로 국왕으로 선택되었다.
대마왕
세라비와 헤이하치의 부친인 마계의 왕. 수염에 장발, 선글래스라고 하는 모습은 대마왕이라고 하는 것보다 기타리스트이다. 핵을 받아도 아무렇지도 않은데다가, 마왕 빔과 무적 파워를 가지는 최강 인물이지만, 공처가로 아내에게 굴복하다. 아내는 흑발이지만 세라비를 꼭 닮았다.만화 매니아로 책을 15만권이나 소지하고 있어, 읽는 스피드는 초광속. 아내에게 만화책을 버려졌을 때는 슬픈 나머지 폭주했다. 책을 읽기 쉽게하기 위해 손가락 고무나 확대경등의 소도구를 소지하고 있다. 갓난아기의 세라비를 업고 코믹 마켓에 간 뒤 귀가하던 중 참지 못하고 산중에서 만화를 읽어, 만족해 그 자리에서 세라비를 잊어 버렸다.
하쿠사이(=배추)
대마왕의 삼남. 리이야의 할아버지 같은 수준의 거체의 소유자. 야채 매니아로 배추와 같은 얼굴을 하고 있다.
쓰와쓰와(=주름주름)
대마왕의 4남. 노인과 같은 모습이지만 젊은이. 헤이하치가 말하길, 걱정이 많아서 늙은 것 같다. 염주 매니아.
다와쓰
대마왕의 5남. 텁수룩하고 괴수와 같은 모습. 오랜 세월 북극에 유학하고 있었다. 곰을 일격으로 쏘아 죽일 수 있는 힘을 가진다.
화성인
대마왕의 아들. 6남이라고 추측된다. 원반을 탄 우주인과 같은 용모. 대사는 「―」이외 없다. UFO 매니아.
메카
대마왕의 아들. 7남이라고 추측된다. 로봇 매니아로 자신도 로봇. 「비빅」이라고 밖에 말하지 않는다.
사카나
대마왕의 아들. 차남이라고 추측된다. 훌륭한 물고기이지만, 육상에서도 아무렇지도 않게 보낸다. 체온은 차갑다. 꽤 성격이 급한 성격. 물고기의 식료 매니아. 예외편에서도 유린들에게 소환되어 난폭한 어조로 아메데오에게 붙어 있었다.
야지로베
야코의 할아버지. 상당한 고령으로, 언제나 콧물이 늘어지고 있다. 약초를 채집하러 산에 나갔을 때에 세라비에 도울 수 있어 야코와 세라비가 만나는 계기가 되었다. 손녀를 몹시 사랑하고 있고, 세라비에게 질투하기도 한다. 애니메이션에서는 차례가 죄다 컷 되어서 미등장.
다나카
동물원의 원장으로, 실사 작품의 인간처럼 이상하게 리얼한 풍모를 하고 있다. 개원전의 동물원에 울랄라 학원의 2학년 일행을 초대했지만, 그 목적은 드우군의 개발비용으로 자금이 바닥났기 때문에 인간을 동물화 시켜 진열 동물을 확보하는 것이었다. 동물 사용이라고 자칭하는 만큼 동물의 습성을 숙지하고 있다. 그러나 상식에 눈을 뜬 드우군에게 원숭이로 몰려 사루야마에 수용되었다. 애니메이션에서의 동물화 에피소드는 캉캉과 랑랑이 일으킨 것으로 되어 있다.
도우 군
동물원의 마스코트로, 원장 다나카를 꼭 닮은 안드로이드. 오른손으로 악수하면 동물이 되고, 왼손으로 악수하면 원래대로 돌아간다고 하는 특수 기능이 있다. 제작비는 꽤 비싸서, 그 탓으로 동물의 매입 대금이 없어져 버릴 만큼이다. 차차 일행에게 공격을 받은 영향으로 상식적인 판단에 눈을 떠 다나카를 원숭이로 한 후 동물원의 원장이 되었다.
쇼고로
울랄라 학원에서 길러지고 있던 닭의 보스. 금빛의 털을 가지는 거대한 웅계로, 광포한 성격. 일찍이 학생 때의 라스칼이 청소 당번이 되었을 때에 진 것을 기억하고 있어 오두막을 청소하러 온 라스칼에게 보복을 하려고 부하의 닭과 함께 뒤쫓아 돌린다. 원래는 보통 닭이었지만, 히요코 때에 초대의 사육계였던 세라비가 무의식 중에 마법을 걸치고 있었기 때문에 닭장마다 비정상인 크기가 되어 있었다. 오두막이 파괴된 다음은 원래의 크기로 돌아와, 책임을 지고 세라비가 물러갔지만 그 후 리자드에게 먹혀버렸다.
돌핀거
마법의 나라를 지키는 히어로. 돌고래를 본뜬 전투 슈트를 몸에 감겨, 크롤로 하늘을 헤엄친다. 그 정체는 울랄라 학원의 마음이 약한 학생 히로소와 몸도 태도도 거대한 돌고래 미쓰키가 합체 변신한 모습이다. 그러나 드르핀가로 변신하고 있는 동안의 기억은 두 명에게는 남지 않는다. 모피가게에 잡혀간 리이야를 도와 리이야를 히어로 오타쿠가 되는 계기가 되었다. 마만 다시마를 먹어 고르드드르핀가에 파워업했다.
히론
매우 마음이 약한 울랄라 학원의 학생. 선생님에게 주의를 받은 것만으로 울기 시작하는 만큼으로, 등교 거부에 빠졌을 때는 수 개월 동안 들어간 채로 돌아오지 않게 된 적도 있다. 히론의 「그 아이를 돕고 싶어 파워」가 폭발하면 브레이슬릿이 작동해, 미쓰키와 합체 해 드르핀가가 된다. 마린과 마찬가지로 인어이지만 반사람몫으로, 마만 다시마를 먹는 것으로 전신비늘의 반어인(마만)의 모습으로 변화한다. 또 극도의 방향치. 후에 먼 남쪽의 나라에 이사해 버렸다. 작중으로 유일하게 리이야를 늑대라고 인식하고 있다.
미키
태도와 눈초리가 나쁜 뺨에 상처가 있는 돌고래. 히로소의 소꿉 친구로 몸이 크다. 하늘을 날 수 있다. 고사리 떡을 좋아한다.
스이마
모미지 학원으로부터의 자객. 수마의 스위머. 등장할 때의 자기 소개는 「내가 수마의 스위머 스이마다!」. 물의 정령으로, 물이 있는 장소라면 어디든지 출현한다. 헤엄치는 움직임으로 상대를 깊이 잠들게 하는 최면술을 사용한다. 얼굴에 사라지지 않는 낙서를 하고 방법을 봉쇄되어 깨졌다.지만 일 년 후에 얼굴의 낙서를 받아 들일 수 있어 손의 일소 나무로 한 명을 재우는 만큼 파워업 해 재등장. 깊이 잠든 차차 일행을 꿈의 세계에서 추적한다. 하지만 스이마의 방법은 꿈에 데리고 들어가는 상대에 따라 잠자지 않으면 안 되었기 때문에, 도로시의 옆에서 자고 있던 곳을 세라비에 발견되어 노여움을 샀다. 그 후, 스이마를 본 사람은 아무도 없다고 한다.
츄츄리
발레의 요정. 사람들에게 요정 발레의 훌륭함을 말하고 있었지만, 「나쁜 마법사」의 마법으로 작은 모습으로 되고 있던 것을 도로시에 바탕으로 되돌려 준다. 하지만 실제는, 누구든 상관하지 않고 억지로 발레를 철저히 가르치고 있었기 때문에, 세라비가 퇴치를 의뢰받아 작게 하고 있었던 것이 발각. 이번엔 터무니없게 무겁고 일생 벗겨지지 않는 무용 봉해의 옷을 착용해 버렸다.
추추
차차의 여동생. 너무 가는 실눈은 아버지와 닮은 꼴. 무기나 폭발물, 함정의 종류를 좋아하고, 학교나 자택에도 장치가 많이 있다. 울랄라 학원에서는 차차보다 2학년 아래. 체리반의 반장으로, 학우를 정리하기 위해서는 무력행사도 , 머신건을 발사한 일도 있다. 바지가 벗겨저 엉덩이를 봐도 놀라지 않는다. 마법의 재능은 없고, 빗자루의 속도나 마법탄의 효과 등은 모두 폭탄으로 해결하려고 했다. 이빨사이의 소리가 특징.
나미
마린의 여동생. 체리반. 마린을 꼭 닮았지만, 언니만큼 폭력적으로 성악은 아니다. 입학 첫날 나무에 걸린 모자를 집어 준 포피에 사랑하고 있다. 포피의 좋아하는 계란부침을 만들거나 수제의 사카나쿠키(단 꽤 비릿하다)를 넣거나, 포피에 어프로치 하고 있다. 위험한 경우를 당하면 포피에게 도움 받는 경우가 많다. 덧붙여 언니 같이 인어이며, 인어 형태는 예고 컷에서만 등장하고 있다.
링노스케
오린의 남동생. 체리반. 시스템 콤포넌트. 누나와 달리 몸집이 크고, 상급생보다 키가 크게 태도도 크다. 차차 일행을 「이 녀석들」이라고 불러, 그것을 사과하는 오린을 보고 괴롭힘을 당하고 있으고 착각까지 한다. 야코가 만드는 인절미가 좋아하는 것.
양후토시
야코의 남동생. 체리반. 갓난아기 같은 수준으로 작고, 쭉 야코에게 달라 붙어 등교해 오고 있었지만 누구에게도 깨달아지지 않았다. 상당한 낯가림으로, 신입생임에도 불구하고 바나나반이 아니면 싫다면 타들을 반죽한다.
산타클로스
평상시는 순록과 함께 서점 「호호책(ほほほん)」을 경영하는 노인. 혼자서 전국을 도는 것은 무리이기 때문에, 매년 추첨으로 방문지를 결정하고 있다. 굴뚝이 없는 집에는 창을 깨고 침입해, 자고 있는 아이가 일어나 버렸을 때는 수염으로 목을 매어 졸도시키는 등의 수단을 강행. 산타클로스가 부정되어 침체하는 리이야를 위로하기 위해, 그 해의 타겟 냥고하우스의 네 명과 츄츄로 결정했지만, 완전하게 실패했다.
세실
세라비와 쏙 빼닮은 천사. 리이야에게는 두상의 천사의 고리로부터 「파룩크씨」라고 불린다. 자신과 꼭 닮은데 근성 나쁜 세라비를 넘어뜨리기 위해 처음부터 내려 왔지만 실력은 백중, 전혀 승부가 나지 않았다. 도로시를 꼭 닮은 금발의 아내와 차차를 꼭 닮은 네 명의 아이가 마중 나왔지만, 그 경우를 부러워해 화낸 세라비에 때려 쓰러졌다(세라비가 말하길 「이긴 생각이 들지 않는다」).
바케다루마
스키장에 출몰하는, 너구리처럼 사람을 속이는 눈사람. 꼭 닮게 변할 수 있는 것은 얼굴과 복장만으로 몸은 만만인 채지만, 차차와 리이야는 끝까지 속았다. 그 순수함에 감동해, 두 명에게 「잘 속았은 상」의 상장과 아이스 다이아몬드를 주었다.
이치마츠
모미지 학원으로부터 포피를 말살하러 온 자객으로, 초고성능 안드로이드. 정식명칭은 「5속메뉴얼 a-II 5-6 S(슈퍼) 터보」. 폭파될 것 같게 된 원한으로부터도 원장을 배반해, 때때로 짖궂음하러 가고 있었다. 폭파로부터 구해 준 포피를 친구라고 생각한다. 포피를 미소지어 전사 에가 온으로 지은 장본인으로, 억지로 변신시킬 수 있다. 헤이하치가 친구로서 포피에 가까워지는 것이 마음에 들지 않고 적대시하고 있다. 히론과 미쓰키가 돌아왔을 때에는 에가 온을 위해서 두 명을 말살하려고 했다. 매직컬 레인저의 장관이기도 하지만, 대마왕의 폭주로 매직컬 로봇에 본부마다 보디를 잡아졌지만, 그 후 수리하는 김에 헤이하치와 동일한 정도까지 크기를 늘렸다.
무시쓰유 세미요루
모미지 학원으로부터의 자객의 세미남. 외관은 세미의 인형을 입은 남자이지만, 제대로 하늘도 날 수 있다. 포피에 밤낮 묻지 않고 세미와 같이 계속 같이 울어 죽는다고 저주를 했다. 저주를 풀려면 전투에서 세묘르에 이기지 않으면 안 되지만, 헤이하치의 스피커 수준의 성량에 완패했다.
아르미
도로시의 후배. 죽은 사람의 영혼을 맞이하러 가는 사신의 일을 하고 있어, 우연이었던 도로시에 야옹이 하우스의 장소를 방문했다. 차차 일행 중 누군가가 죽을 것이라고 착각한 도로시는 패닉에 빠졌지만, 아루미는 동물 전문으로, 마중 나온 것은 야시장에서 가져온 금붕어의 영혼이었다.
실크 햇
「차남」이라고 쓰여진 비단 모자와 슈트차림의 남자. 실은 대마왕의 차남을 가장하고 세라비에 가까워진 마법사로, 쓴 사람을 조종할 수 있는 마법의 비단 모자를 세라비에게 선물 했다. 그러나 조종하기 전에 자신의 정체나 비단 모자의 비밀을 모두 말했기 때문에 안고지는 일을 당해, 다른 형제가 전원 인간 떨어져 너무 해서 있었기 때문에 엉뚱한 화풀이까지 되었다.

## 애니메이션만 등장
대왕(지니어스)
성우:키튼 야마다
차차의 할아버지 마법왕국의 선대왕.대마왕에 의해서 차차가 가지고 있던 프린세스 대형 메달의 보석안에 봉인되어 있었다. 후에 차차에 의해 부활한다. 냥다바를 조종 한 적도 있다.
대마왕
성우:고무라 데쓰오/신성호/장승길
마족에 나타난, 강력한 힘을 가지는 적. 마법의 나라의 성을 습격해 국왕, 왕비를 석상으로 바꾸고 나라를 빼앗았다. 그러나, 지니어스의 강력한 마법에 의해 그 성에 봉인되어 동작을 잡지 못하고, 탈출도 할 수 없다. 왕가의 피를 없애기 위해 차차를 넘어뜨리려고 차례차례로 자객을 보낸다. 하지만, 최종적으로 8명의 성전사들에게 져서 떠났다. 말버릇은 「기대해도 좋은 것이다?」. 단지 본인은 이 말버릇을 어떻게든 해서 멈추려 하고 있는 것 같다.
소게스(데그랑, SBS-쭈그랑)
성우:미츠야 유지/한규희/강구한
대마왕의 부하. 파트 1에서 차차를 넘어뜨리기 위해 자객을 준비해 실제로 지휘를 한 것은 그다. 결국 어느 자객도 남지 않게 되어, 대마왕의 꾸중을 받는 역을 하고 있다. 파트 1의 종반에서 대마왕의 방의 청소를 하고 있을 때 국왕과 왕비의 석상을 찾아내 버려, 비밀을 안 그는 대마왕의 손에 의해 아웃당할 뻔하지만 간신히 성을 탈출해, 차차 일행에게 도움을 요구하러 가, 그들을 돕기로 마음을 바꾼다. 그 이후는 평화를 바라는 한 명으로서 대마왕이 발견되지 않는 곳에서 생활하고 있다. 또 파트 3에서는 후술의 요다스, 하이데얀스와 평화롭게 생활하고 있다. 모자를 쓰고 있지만, 모자를 벗었을 때는 대머리라고 한다. 대마왕의 부하였던 때, 어떻게 변명 하면 좋은가로 매번 고뇌하고 있었다. 사제의 자격을 가지고 있다.
요다스
성우:미쓰야 유지
소게스 후의 대마왕의 부하. 파트 2에서 하이데야소스와 짜고 움직이고 있었다. 마지막에 대마왕에 무리하게 대마왕의 막후인물로 되어 차차에게 당하지만 그 후 마음을 바꿔 하이데야소스, 소게스와 함께 평화롭게 생활하고 있다.
하이데야소스
성우:미쓰야 유지
소게스 후의 대마왕의 부하. 파트 2에서 요다스와 짜고 움직이고 있었다. 마지막에 대마왕에 무리하게 대마왕의 막후인물로 되어 차차에게 당하지만 그 후 마음을 바꿔 요다스, 소게스와 함께 평화롭게 생활하고 있다.
시로네코(흰괭이)
성우:시마모토 스미/김수희/박영희
미케네코 박사의 여동생으로, 형제의 홍일점. 프린세스 대형 메달을 가짜로 살짝 바꾸는 일 등을 했다. 그 목적으로 세라비의 집에 잠입했을 때, 세라비에게 반해 버려 도로시를 화나게 했다.
가자소다소
성우:야나미 죠지
알 알 오아시스에 자고 있던 화산의 마인. 오이와에 무심코 얼굴과 팔이 붙은 모습을 하고 있어, 여성말로 이야기한다. 자고 일어나기가 터무니없고 나쁘고, 머리를 분화시켜 눈을 벗겨 폭주한다. 대마왕의 명령을 전하러 온 요다스와 하이데야소스조차 무차별하게 습격했다. 진정한 모습은 거대한 암석 마인. 뷰티세레인아로나 윙 크리스의 공격에 참아 거대 화산탄의 연발로 매직컬 프린세스를 추적했다.
하라오도
성우:우쓰미 겐지
에덴의 마을의 출신으로, 젊은 무렵 첫사랑의 사람에게 훌라마을을 출분. 후에 이것이 단순한 착각인 것이 판명된다. 고향인 에덴의 마을을 잊을 수 없어 귀향 시에 엔젤 사철을 요구해 에덴의 마을에 있는 에덴 광산을 목표로 하는 차차 일행과 만난다. 그가 가지고 있던 트럼펫으로부터 버드 쉴드가 만들어졌다.
토리
성우:기모쓰키 가네타
불사조의 늪에 사는 캐릭터로, 윙 크리스를 찾는 차차 일행은 당초 새로 생각했지만, 그것은 대마왕의 부하의 거대한 개구리였다. 매직컬 프린세스에게 져서 떠난다.